# Permocidaris
Permocidaris is een geslacht van uitgestorven zee-egels uit de familie Miocidaridae.

## Soorten
- Permocidaris timorensis Wanner, 1941 †